# 麻美らん
麻美 らん（あさみ らん、1987年8月13日 - ）は、日本のAV女優。名東所属。

## 略歴
2009年にAVデビュー。

## 出演作品

### アダルトビデオ
2009年
- 制服hunt 21 （3月19日、ゴーゴーズ）
- 「仕事中の看護師に手コキ/フェラ/SEXを見せつけて発情させてヤる」 VOL.4 & 「キスまで3cm 満員状態で見知らぬ男女を後ろから息がかかるほど密着させたら?」 （4月18日、DANDY）…オムニバス作品 他出演:真木めぐみ、希内あんな、辻さき、はるか悠 ほか
- スーパーヒロインぶっかけ凌辱 美少女戦士セーラーアース編 （5月8日、GIGA）
- 働くオンナ 41 （5月22日、プレステージ）
- THE BODY [パーツ別エロス] （5月29日（レンタル）／7月10日（セル）、LEO）…オムニバス作品 他出演:川上ゆう、牧野さら、瑠花
- 人妻中出し哀願 [其ノ一] （6月12日、青空ソフト）
- 大淫乱 イグイグイグイグ大乱交 （6月19日、乱丸）…共演:玲丸、乃亜、須真杏里、安藤なつ妃、深田梨菜、愛川香織、持田ルナ、竹下里美、有川ゆあ、水嶋あずみ
- マン汁臭 美尻肉圧迫顔騎 （7月5日、フリーダム）…共演:北島玲、真咲南朋、須真杏里
- 超暴行 女捜査官と悪の女幹部 （7月5日、フリーダム）…共演:北島玲、真咲南朋、須真杏里
- 美脚エステティシャン達による フットエステサロン （7月5日、フリーダム）…共演:北島玲、真咲南朋、須真杏里
- 大量の一発顔射 2 ザーメンメリーゴーランド （7月23日、アキノリ）…オムニバス作品 他出演:飯島くらら、深田梨奈、北島玲、一戸のぞみ、水島礼未、須真杏里、あすかみみ、ひなの、加藤ゆめ
- 美少女の足裏 14 （8月5日、フリーダム）…オムニバス作品 他出演:ひなのりく、北島玲、須真杏里、RUMIKA、夏川亜咲、真咲南朋、加藤ゆめ
- 痴女サミット 3 （8月6日、アキノリ）…共演:北島玲、大塚咲、あすかみみ、真咲南朋、雪見紗弥、風谷音緒
- 非ヌキ系サロン 洗体エステで勃起しちゃった僕。 2 （8月6日、アキノリ）…オムニバス作品 他出演:愛川香織、有川ゆあ、深田梨菜、竹中めい、宝部ゆき
- 完全主観 何だか今日はモテちゃうなぁ〜 （8月6日、アキノリ）…オムニバス作品 他出演:ひなのりく、夏川亜咲、光矢れん、RUMIKA、相田まどか、瑠花
- おとなのアソビバ!! イメクラヘブン!!! （8月14日、LEO）…オムニバス作品 他出演:川上ゆう、牧野さら
- 突然丸呑みチ○ポ （9月5日、アキノリ）…オムニバス作品 他出演:宝部ゆき、愛川香織、光矢れん、竹中めい、有川ゆあ、深田梨菜
- 快楽レズエステ 7 （9月5日、アキノリ）…オムニバス作品 共演:加藤ゆめ 他出演:鷹宮りょう、風谷音緒、神崎レオナ、柊リン、真白希実、光矢れん
- 見えそうで見えない着エロアイドルが、水着をずらしてイカせあう! ポロリ満載の女の子初体験♥ （9月19日、LADY×LADY）…共演:大槻ひびき、桜庭彩
- ヒロイン陵辱 Vol.24 セーラーエルメス編 （9月25日、GIGA）
- 完全主観 やりすぎ学園生活 （10月8日、アキノリ）…共演:雪見紗弥、大塚咲、北島玲、真咲南朋、あすかみみ、風谷音緒
- 足コキ黒ストッキングOL （10月16日、TMA）…オムニバス作品 他出演:橘れもん、倖田みらい、大塚咲、春風えみ、早乙女ルイ、雪乃、水城奈緒、優木夏、楓姫輝
- 恋夜 【ren-ya】 〜第十八章〜 （11月3日、プレステージ）
- マン汁の香りがたっぷりついたパンティーをチ●ポに巻きつけられて勃起しちゃった僕。 （11月5日、フリーダム）…オムニバス作品 他出演:堀口奈津美、澄川ロア、鈴木杏里、風谷音緒、光矢れん、真白希実
- kira☆kiraフェラチオ学園祭 Vol.7 （11月19日、kira☆kira）…オムニバス作品 他出演:ひなのりく、柚木せあら、黒木ミサ、さくら乙葉、瀬尾えみり、RIMA、望月愛衣、長谷川なぁみ、一条愛美、二宮せりな、白川るり、青山ゆい、中野愛里、美花ぬりぇ
- 洗髪 （11月19日、エフセット）…オムニバス作品 他出演:つぼみ、MOKA、真白希実、成瀬心美、鷹宮りょう、加藤ゆめ、柊リン、朝比奈マキ